# Riisipere

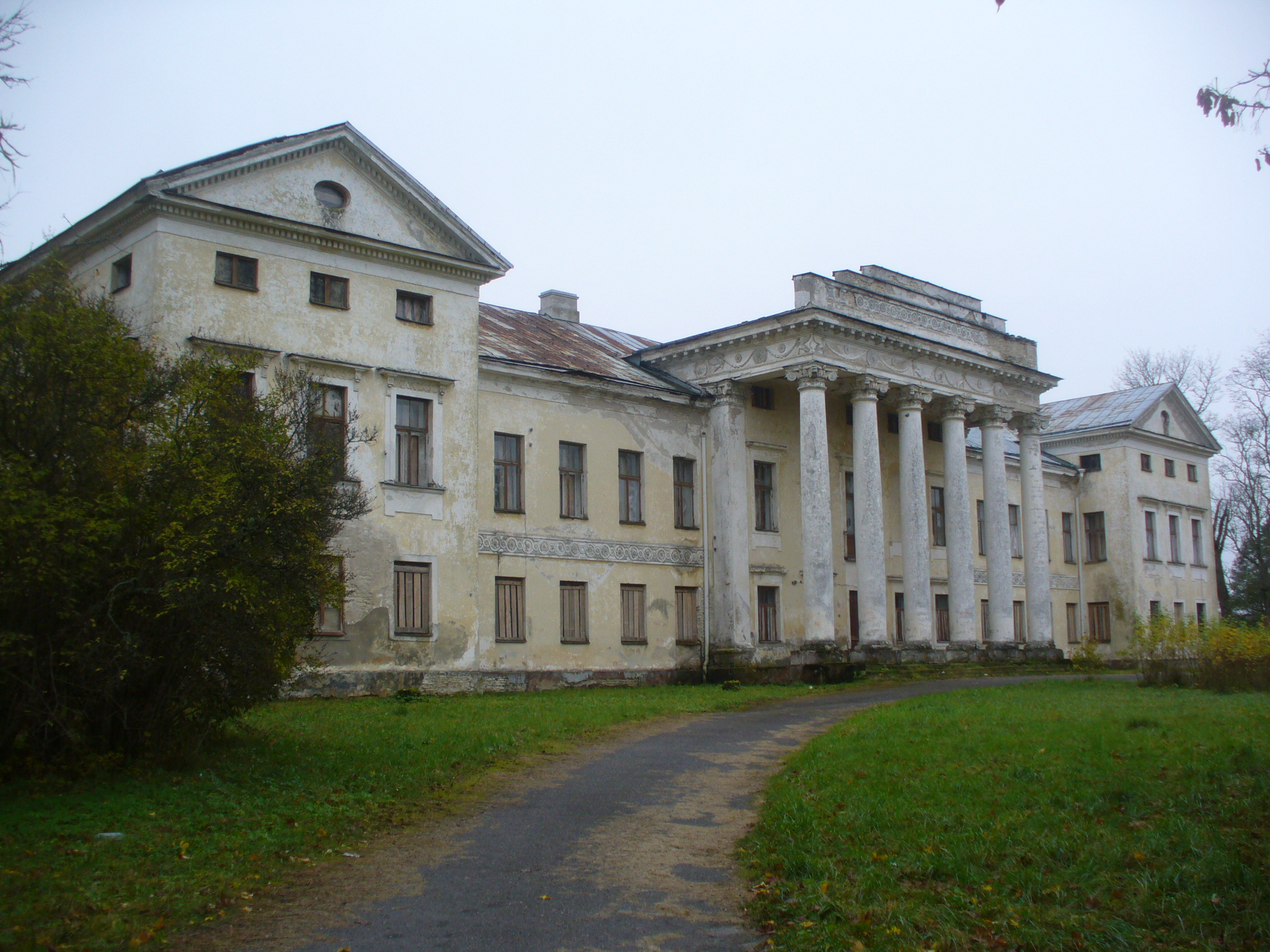
Das Gutshaus von Riisipere

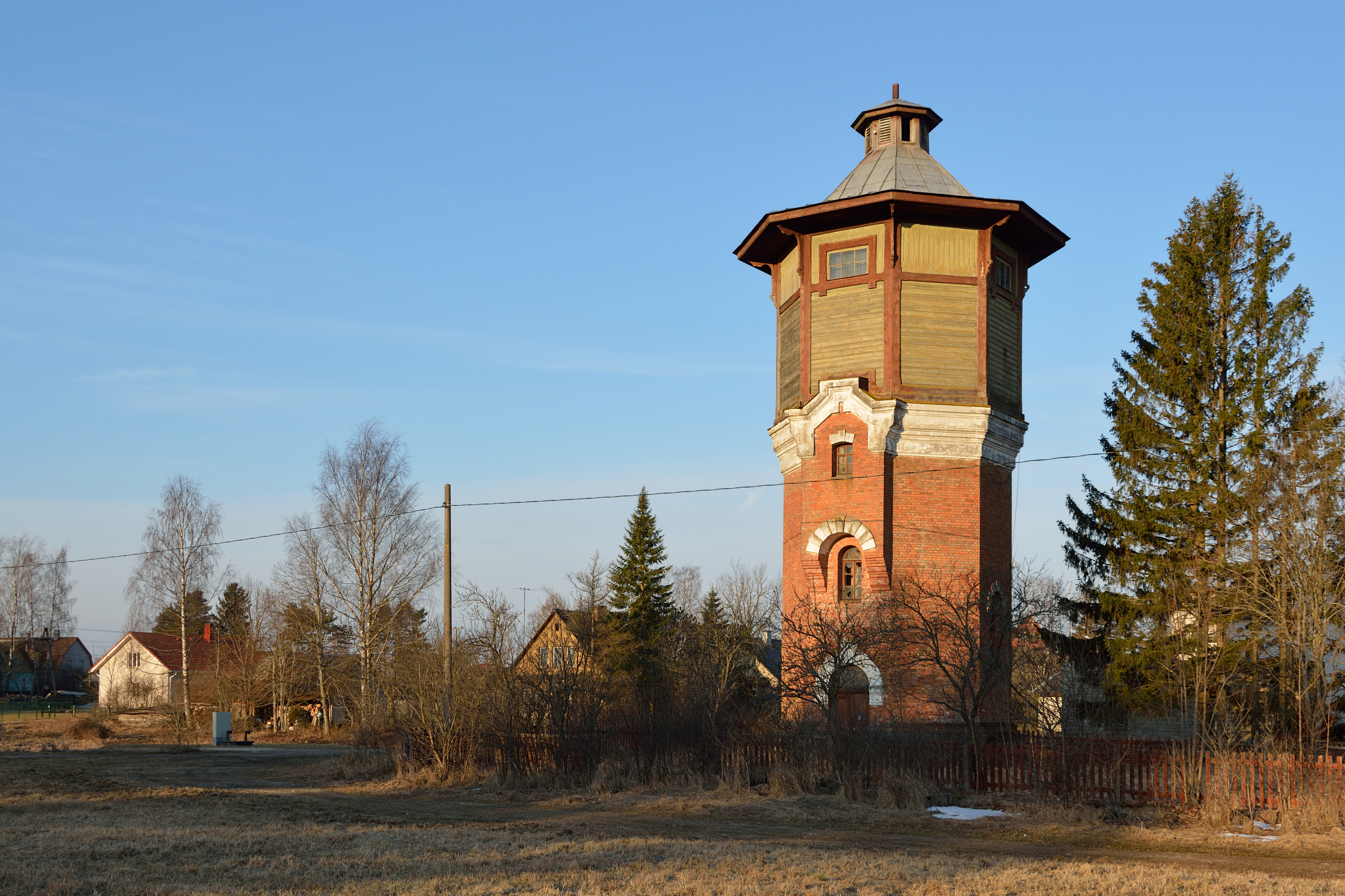
Wasserturm am Bahnhof Riisipere

Riisipere (deutsch Riesenberg) ist ein Dorf (alevik) im estnischen Kreis Harju. Es gehört zur Landgemeinde Saue (bis 2017 Nissi). Riisipere hat 1051 Einwohner (Stand: 1. Januar 2004).

## Gutshaus Riisipere
Der Deutschbalte Peter Gustav von Stackelberg ließ von 1818 bis 1821 das Herrenhaus von Riisipere (Neu-Riesenberg) erbauen. Es ist eines der herausragendsten Beispiele des Klassizismus in Estland. Das palaisartige Gutshaus und der umgebende Park wurden in vielen Reiseberichten des 19. Jahrhunderts beschrieben. Eine Granittafel erinnert zwischen den Bäumen an die Auftraggeberin des Parks, Wilhelmine von Ungern-Sternberg. Von 1921 bis 1984 diente das Gutshaus als Heim für Waisenkinder. Heute befindet es sich in Privatbesitz.

## Entfernungen
- Märjamaa 30 km
- Rapla 40 km
- Tallinn 45 km
- Haapsalu 50 km

## Persönlichkeiten
- Alfred Schmidt (* 1898 in Riisipere; † 1972 in Tallinn), Gewichtheber, Silbermedaillen-Gewinner bei Olympia
- Raimond Valgre (* 1913 in Riisipere; † 1949 in Tallinn), Komponist und Unterhaltungsmusiker